# ATC代码 (B06)
ATC代码B06（其它血液学药剂）是解剖学治疗学及化学分类系统的一个药物分组，这是由世界卫生组织药物统计方法整合中心所制定的药品及其它医用产品的官方分类系统。分组B06是B血液及造血器官的一部分。
兽用代码（ATCvet码）可以在人用ATC代码前加Q字母：QB06等。
国家ATC分类可能包括列表中没有的其它分类，列表为世界卫生组织（WHO）版本。

## B06A 其它血液学用药（Other hematological agents）

### B06AA酶类（Enzymes）
B06AA02 纤维蛋白溶酶和脱氧核糖核酸酶（Fibrinolysin and desoxyribonuclease）
B06AA03 透明质酸酶（Hyaluronidase）
B06AA04 胰凝乳蛋白酶（Chymotrypsin）
B06AA07 胰蛋白酶（Trypsin）
B06AA10 脱氧核糖核酸酶（Desoxyribonuclease）
B06AA11 菠萝蛋白酶（Bromelain）
B06AA55 链激酶复方（Streptokinase, combinations）

### B06AB 其它血红素制品（Other hematological products）
B06AB01 正铁血红素（Hematin）

### B06AC遗传性血管性水肿药物（Drugs used in hereditary angioedema）
B06AC01 C1抑制剂，血浆衍生（C1-inhibitor, plasma derived）
B06AC02 艾替班特（Icatibant）
B06AC03 艾卡拉肽（Ecallantide）
B06AC04 （Conestat alfa）